# Iouriy Tcheban
Iouriy Tcheban (en ukrainien : Юрій Чебан), né le 5 juillet 1986 à Odessa, est un céiste ukrainien pratiquant la course en ligne. Il est médaillé de bronze olympique en 2008 en canoë monoplace (C-1) 500 mètres et champion olympique aux Jeux olympiques d'été de 2012 et aux Jeux olympiques d'été de 2016 en C-1 200 mètres.